# Nicolás Arbiza
Nicolás Arbiza Ferreira (Bella Unión, Artigas, 14 de mayo de 1992) es un futbolista uruguayo. Juega de mediocampista en el Liverpool de la Primera División de Uruguay.

## Clubes
| Club                                                                                     | País    | Año           |
| ---------------------------------------------------------------------------------------- | ------- | ------------- |
| Selección sub-17 de Uruguay Liverpool Rentistas Universitario Wanderers CLMC San Eugenio | Uruguay | 2010-presente |